# جوزيف فوجت
جوزيف فوجت (بالألمانية: Joseph Vogt)‏ (و. 1895 – 1986 م) هو مؤرخ، وأستاذ جامعي ألماني، كان عضوًا في الحزب النازي، وكان عضوًا في أكاديمية هايدلبرغ للعلوم والعلوم الإنسانية (منذ 1958)، وكتيبة العاصفة، توفي في توبينغن، عن عمر يناهز 91 عاماً.

## التعليم
تعلم في جامعة توبنغن.

## جوائز
حصل على جوائز منها:
- وسام الاستحقاق لبادن-فورتمبيرغ.